# Macrobela abrepta
Macrobela abrepta är en fjärilsart som beskrevs av Turner 1947. Macrobela abrepta ingår i släktet Macrobela och familjen plattmalar. Inga underarter finns listade i Catalogue of Life.